# Thorictus sharafi
Thorictus sharafi es una especie de escarabajo de piel del género Thorictus, orden Coleoptera. Fue descrita por Háva & Abdel-Dayem en 2021.

## Descripción
Especie pequeña de color marrón. Mide 2,1 mm de longitud. Posee manchas de color amarillo, cabeza punteada, palpos y antenas marrones conformadas por 11 segmentos. Las patas son marrones con manchas amarillas.

## Distribución y hábitat
Se distribuye por Arabia Saudita. Se ha encontrado a elevaciones que van desde los 1881 a 2324 m s. n. m., en bosques de cedros.